# Brachystelma blepharanthera
Brachystelma blepharanthera är en oleanderväxtart som beskrevs av Huber. Brachystelma blepharanthera ingår i släktet Brachystelma och familjen oleanderväxter. Inga underarter finns listade i Catalogue of Life.